# Vladimir Jakunin
Vladimir Ivanovič Jakunin (* 30. června 1948, Melenki, Vladimirská oblast) je ruský podnikatel a v letech 2005–2015 prezident společnosti Rossijskije železnyje dorogi. Je blízký ruskému prezidentovi Vladimiru Putinovi. V březnu 2014 po anexi Krymu zařadily Spojené státy a Austrálie Jakunina na seznam sankcionovaných osob. Platí tak pro něj např. zákaz obchodních transakcí s americkými firmami, zákaz cestování do Spojených států nebo zmrazení veškerých jeho tamních aktiv.
Jakunin působil v KGB, a to 22 let.

## Přátelství s Vladimirem Putinem
Jako blízkého Putinova důvěrníka popisuje Jakunina zpráva amerického ministerstva financí, podle níž se Jakunin s Putinem pravidelně radí o záležitostech týkajících se ruských železnic a doprovází jej na mnoha domácích i mezinárodních cestách. „Navíc se na Putinův pokyn stal členem vedení společnosti Baltská námořní doprava. Jakunin a Putin také byli sousedy v elitní rezidenční dačové oblasti na břehu jezera Komsomolsk a v listopadu 1996 spoluzakládali družstvo Ozero,“ uvedlo americké ministerstvo.

## Další veřejné působení
V prosinci 2012 byl zvolen předsedou Mezinárodní železniční unie a v prosinci 2014 byl ve funkci potvrzen. V srpnu 2015 se objevila zpráva, že Jakunin odstoupil z funkce ředitele ruských železnic, podle některých byl dokonce odvolán. Věnuje se různým charitativním činnostem a je presidentem Světového fóra pro dialog civilizací (DOC), které spolu s Indem J. Kapurem a Řekem N. Papanicolaouem založil. Fórum organizuje pravidelné roční konference na ostrově Rhodu o dialogu civilizací a v roce 2016 otevřelo svůj think tank v Berlíně.